# Championnats d'Europe de cyclisme sur route 2009
Navigation
Édition précédente Édition suivante
Les Championnats d'Europe de cyclisme sur route 2009 se sont déroulés du 1er au 5 juillet 2009, à Hooglede en Belgique.

## Compétitions
| Mercredi 1er juillet - 10:00 Hommes - Juniors, 28,100 km - 15:00 Femmes - moins de 23 ans, 28,100 km Jeudi 2 juillet - 10:00 Femmes - Juniors, 12,000 km - 15:00 Hommes - moins de 23 ans, 37,000 km | Samedi 4 juillet - 10:00 Hommes - Juniors, 135,300 km - 14:30 Femmes - moins de 23 ans, 135,300 km Dimanche 5 juillet - 10:00 Femmes - Juniors, 63,300 km - 13:30 Hommes - moins de 23 ans, 175,500 km |

## Résultats
| Compétitions             | Or                            | Temps                               | Argent                      | Temps  | Bronze                           | Temps        |
| Hommes - moins de 23 ans |                               |                                     |                             |        |                                  |              |
| Course en ligne          | Kris Boeckmans Belgique       | 3 h 59 min 07 s Moyenne 43,912 km/h | Jarosław Marycz Pologne     | m.t.   | Sacha Modolo Italie              | m.t.         |
| Contre-la-montre         | Marcel Kittel Allemagne       | 47 min 24 s Moyenne 49,363 km/h     | Timofey Kritskiy Russie     | m.t.   | Rasmus Christian Quaade Danemark | + 1 s        |
| Hommes - Juniors         |                               |                                     |                             |        |                                  |              |
| Course en ligne          | Luca Wackermann Italie        | 3 h 10 min 30 s Moyenne 42,520 km/h | Barry Markus Pays-Bas       | m.t.   | Arnaud Démare France             | m.t.         |
| Contre-la-montre         | Joseph Perrett Royaume-Uni    | 34 min 58 s Moyenne 48,04 km/h      | Bob Jungels Luxembourg      | + 16 s | Kévin Labèque France             | + 18 s       |
| Femmes - moins de 23 ans |                               |                                     |                             |        |                                  |              |
| Course en ligne          | Chantal Blaak Pays-Bas        | 3 h 38 min 32 s Moyenne 37,065 km/h | Katie Colclough Royaume-Uni | + 58 s | Marianne Vos Pays-Bas            | + 1 min 03 s |
| Contre-la-montre         | Eleonora van Dijk Pays-Bas    | 36 min 41 s                         | Emilia Fahlin Suède         | + 20 s | Marianne Vos Pays-Bas            | + 24 s       |
| Femmes - Juniors         |                               |                                     |                             |        |                                  |              |
| Course en ligne          | Elena Cecchini Italie         | 1 h 34 min 46 s                     | Laura van der Kamp Pays-Bas | + 1 s  | Pauline Ferrand-Prévot France    | m.t.         |
| Contre-la-montre         | Pauline Ferrand-Prévot France | 16 min 55 s Moyenne 42,553 km/h     | Hanna Solovey Ukraine       | + 1 s  | Maria Grandt Petersen Danemark   | + 30 s       |

## Tableau des médailles
| Rang  | Nation      | Or | Argent | Bronze | Total |
| ----- | ----------- | -- | ------ | ------ | ----- |
| 1     | Pays-Bas    | 2  | 2      | 2      | 6     |
| 2     | Italie      | 2  | 0      | 1      | 3     |
| 3     | Royaume-Uni | 1  | 1      | 0      | 2     |
| 4     | France      | 1  | 0      | 3      | 4     |
| 5     | Belgique    | 1  | 0      | 0      | 1     |
| 5     | Allemagne   | 1  | 0      | 0      | 1     |
| 7     | Pologne     | 0  | 1      | 0      | 1     |
| 7     | Russie      | 0  | 1      | 0      | 1     |
| 7     | Luxembourg  | 0  | 1      | 0      | 1     |
| 7     | Ukraine     | 0  | 1      | 0      | 1     |
| 7     | Suède       | 0  | 1      | 0      | 1     |
| 12    | Danemark    | 0  | 0      | 2      | 2     |
| Total | Total       | 8  | 8      | 8      | 24    |